# Sabiaceae
Die Sabiaceae sind eine Pflanzenfamilie in der Ordnung der Silberbaumartigen (Proteales). Sie kommen in den Tropen bis Subtropen vom östlichen Asien bis nach Malaysia, Neuguinea sowie bis zu den Salomonen und von Mittel- bis Südamerika vor.

## Beschreibung

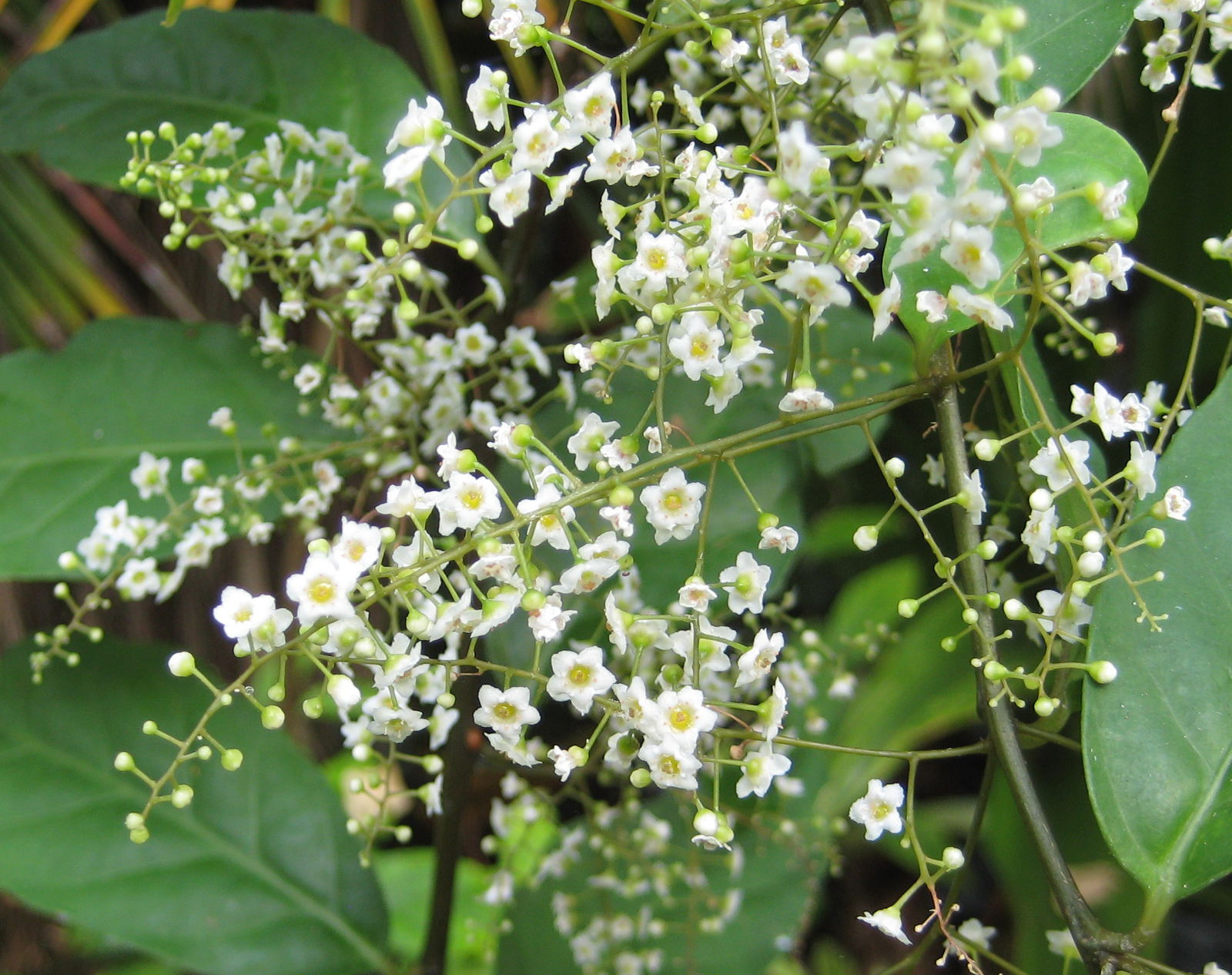
Blütenstand von Meliosma henryi

### Vegetative Merkmale
Es sind immergrüne oder laubabwerfende, verholzende Pflanzen, die als Bäume, Sträucher (Meliosma und Ophiocaryon) oder Lianen (Sabia) wachsen.
Die meist wechselständig und spiralig an den Zweigen angeordneten Laubblätter sind in Blattstiel und -spreite gegliedert. Die meist ledrigen Blattspreiten sind einfach und zusammengesetzt. Die Blattränder sind glatt oder gesägt. Nebenblätter fehlen.

### Generative Merkmale
Die kleinen Blüten stehen einzeln in den Blattachseln oder sie sind in achsel- oder endständigen zymösen oder rispigen Blütenständen zusammengefasst.
Die meist zwittrigen oder selten eingeschlechtigen Blüten sind radiärsymmetrisch (Sabia) oder zygomorph (Meliosma, Ophiocaryon) und sind meist fünfzählig mit doppelter Blütenhülle. Es gibt meist fünf (drei bis sieben) freie oder an ihrer Basis verwachsene Kelchblätter. Meist sind fünf (vier bis sieben) freie oder verwachsenen Kronblätter vorhanden; sie können gleich sein oder die zwei inneren sind deutlich kleiner als die äußeren drei. Es ist nur ein (der innere) Kreis mit, selten vier, meist fünf freien oder mit der Basis der Kronblätter verwachsenen Staubblättern vorhanden, sie sind entweder alle fertil (Sabia) oder drei sind steril. Es ist ein kleiner Diskus vorhanden. Zwei oder drei Fruchtblätter sind teilweise oder vollkommen zu oberständigen Fruchtknoten verwachsen. In jeder Blüte gibt es so viele Griffel wie Fruchtblätter oder nur einen, der dann so viele Narben wie Fruchtblätter aufweist.
Die Anordnung der Kelchblätter, Kronblätter und Staubblätter, die alle auf den gleichen Radien stehen, ist höchst ungewöhnlich.
Es werden meist abgeflachte und deutlich gebogene Steinfrüchte gebildet.

## Systematik
Die Familie Sabiaceae wurde 1851 durch Carl Ludwig Blume in Museum Botanicum, Band 2, Seite 368 aufgestellt. Typusgattung ist Sabia Colebr. Synonyme für Sabiaceae Blume nom. cons. sind: Meliosmaceae Endl., Wellingtoniaceae Meisn.
Die Sabiaceae stehen innerhalb der Eudikotyledonen sehr basal. Es wurde erörtert, dass sie möglicherweise die Schwestergruppe der Proteales sind, dies ist aber nur schwach abgesichert. Bei APG III 2009 erfolgte die Ansicht: Sollte diese Verwandtschaft bestätigt werden, würde die Familie in eine erweiterte Ordnung Proteales gestellt werden – unverändert in APG IV 2016.
Bei Soltis et al. 2018 wurde bestätigt, dass die Familie Sabiaceae zur Ordnung Proteales Dumort. gehört.
Die Familie Sabiaceae enthält nur drei Gattungen mit 80 bis 160 Arten:
- Meliosma Blume: Die etwa 50, seit 2022 etwa 126 Arten in sind Südostasien, in Zentral- und Südamerika verbreitet. 2007 kommen in China 29 Arten vor, zehn davon nur dort.
- Ophiocaryon Endl.: Sie enthält seit 2019 etwa zehn Baum- und Strauch-Arten im tropischen Südamerika, besonders auf dem Guayanaschild und im Amazonasbecken.[6]
- Sabia Colebr.: Sie enthält etwa 30 meist kletternden Arten in Südostasien und südlichen Asien. 2007 kommen in China 17 Arten vor, sieben davon nur dort.